# Авдат
Авдат (ивр. עבדת‎) — центральный город набатеев между Петрой и портом Газа на торговом пути, именуемым Дорогой благовоний. Городской акрополь расположен на склоне горы Негев на высоте 655 метров от уровня моря. Застроенная часть Авдата составляет 85 дунамов, а весь Национальный парк Авдат занимает площадь в 2.100 дунамов. В Национальном парке Авдат находятся остатки древних набатейских строений, включая сторожевую вышку, жилой комплекс, храмовые постройки, винодельню, военный лагерь, отлично сохранённые бани и реконструированные сельскохозяйственные террасы. В 2005 году ЮНЕСКО внесла в список Всемирного наследия Авдат как часть Дороги благовоний.

## История
История создания Авдата восходит к III веку до н. э. Первое упоминание Авдата можно найти в работе «География» греческого учёного Птолемея в списке семи поселений римской провинции Аравия. Стефан Византийский, основываясь на трудах Геродиана, пишет о Авдате как месте набатеев, названном в честь их царя, почитавшегося божеством. В истории набатеев было три царя с именем Ободат (Авдат), но только Ободата I обожествляли после смерти.
В I веке н. э. город сильно пострадал от набегов кочевых арабских племён. После смерти последнего набатейского царя Раббэля II город, как и само царство, был захвачен римлянами.
Авдат можно найти на Пейтингеровой таблице, копии с древней римской карты. На византийский период приходится расцвет Авдата, как важного с военной и экономической точек зрения города империи. Но в 630 году землетрясение практически полностью уничтожает город и население покидает его.

## Археологические раскопки
Первым европейским исследователем Авдата был немецкий путешественник Ульрих Зетцен, посетивший руины города в 1807 году, но только через 60 лет, в 1870 г., стало понятно, что это именно Авдат. В 1902 году чешский исследователь Алоис Мусиль находит остатки военного лагеря вблизи Авдата и раскапывает городские бани. Первые официальные раскопки города начинаются в 1958 году учёными Иерусалимского университета и Управления Национальных Парков. В раскопках принимали участие известные израильские археологи Михаэль Ави-Йона и Авраам Негев.

## Исторические достопримечательности
Среди археологических достопримечательностей раскопок можно выделить относящиеся к набатейскому периоду мастерскую по производству глиняной посуды, с сохранившейся печью и арку ворот с надписью от 268 года до н. э. К римскому периоду относится пещера для захоронений с алтарём и рельефными изображениями Солнца и Луны. Там же обнаружены три надписи на древнегреческом с женскими именами, что объясняется присутствием жриц храма Афродиты в Авдате.
К византийскому периоду учёные относят жилой квартал с домами, расположенными с двух сторон центральной улицы Авдата и разветвлённой сетью колодцев и каналов для сбора воды; городскую крепость с большим колодцем; две каменные купели, большая в форме креста; городские бани на склоне горы; пять виноделен с подземным каналом, ведущим к месту сбора и хранения вина; восстановленный византийский дом с пещерами для хранения продуктов и туалетом, там же обнаружены черепа коров, остатки виноградной кисти и рельефное изображение креста.

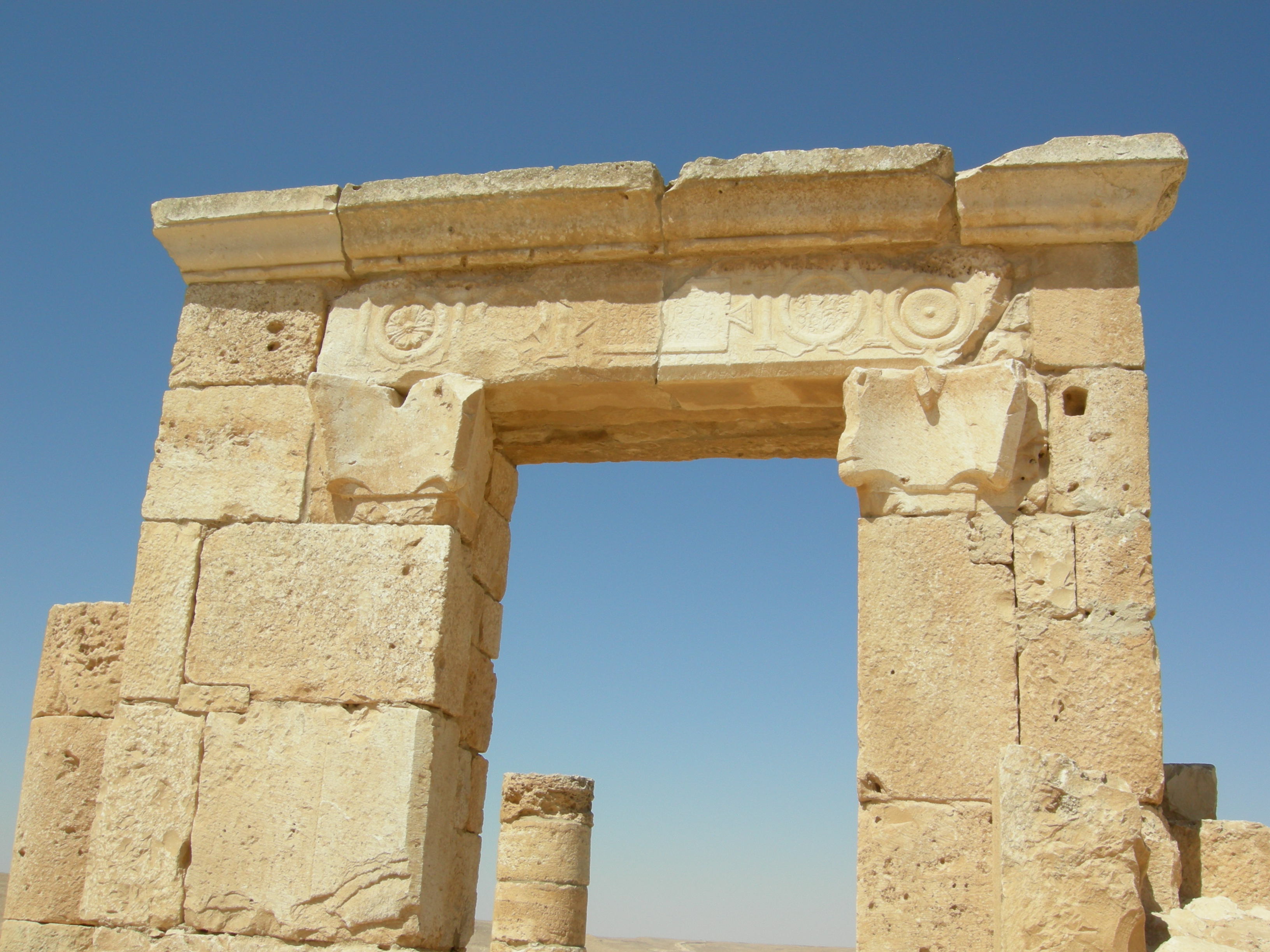
Ворота набатейского храма
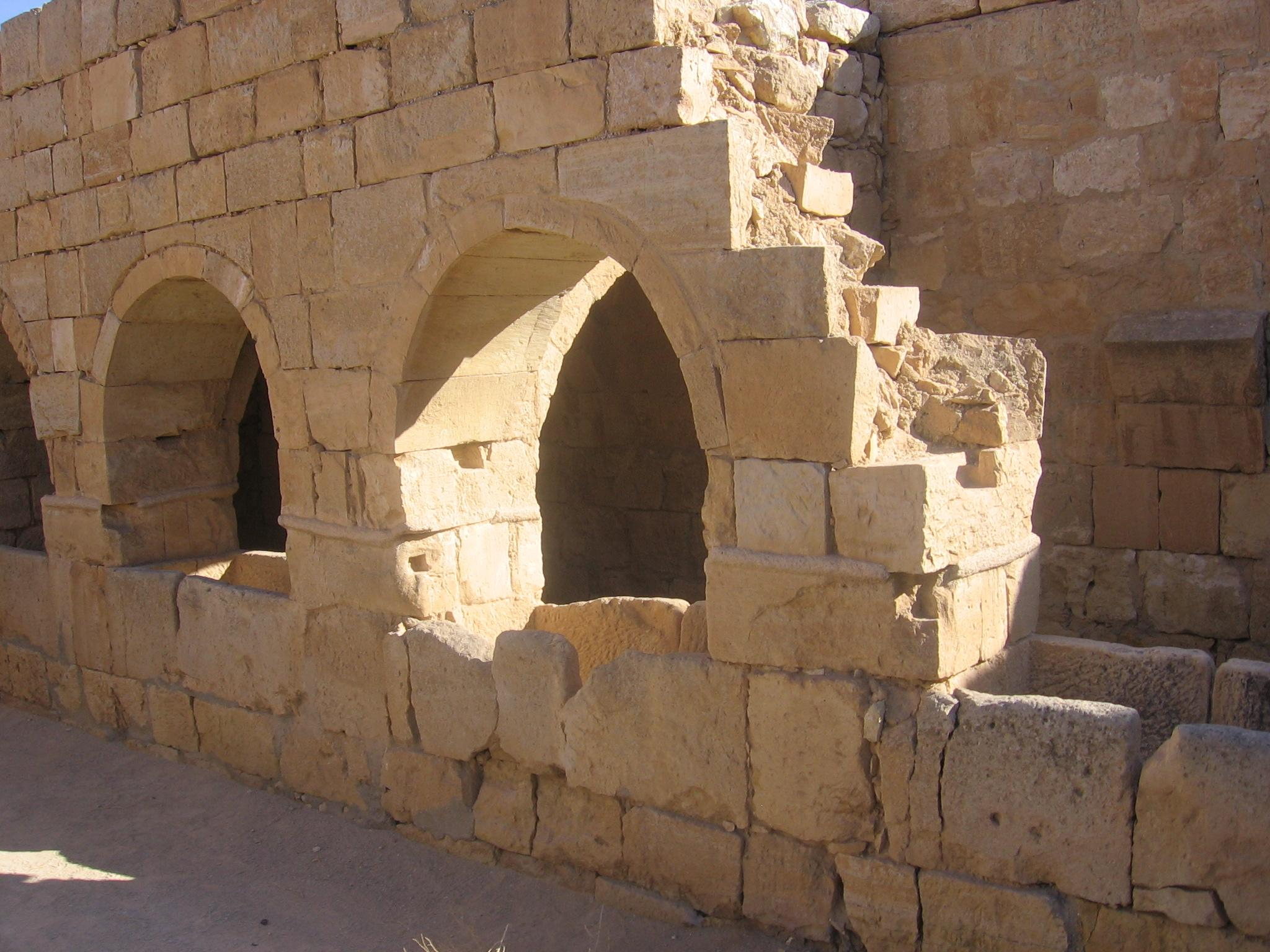
Вид на стену
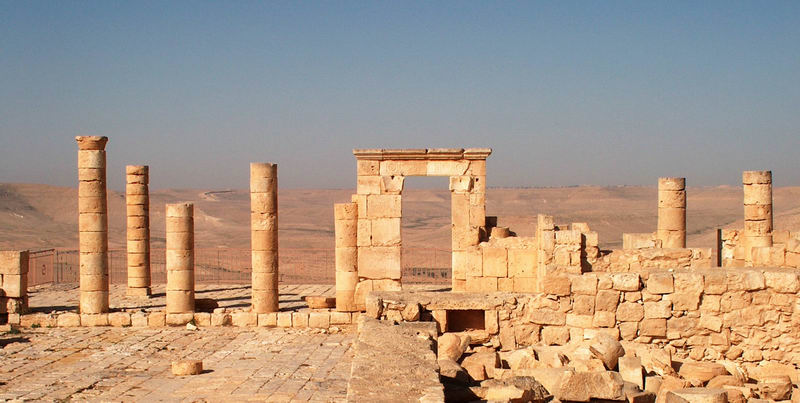
Остатки набатейского храма
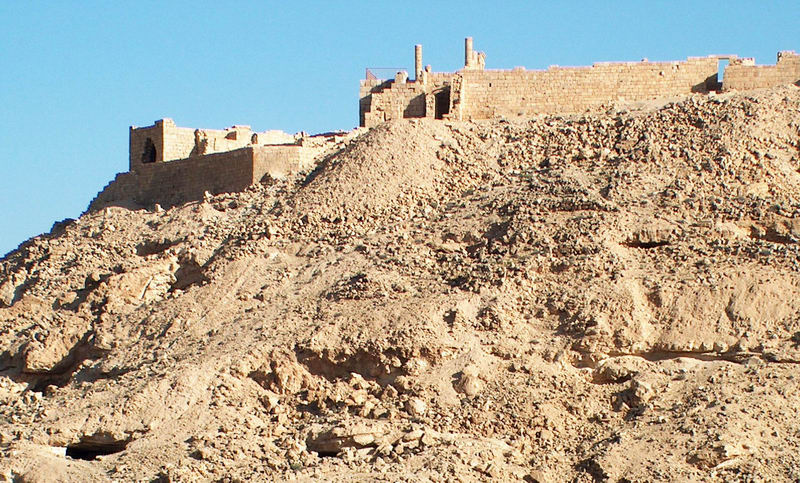
Вид снизу

## Вандализм
5 октября 2009 года два бедуина совершили акт вандализма на территории парка, разбив сотни археологических находок и разрисовав древние стены, и нанеся ущерб на почти 10 миллионов шекелей, причём один из них работал охранником в парке. Они объяснили свои действия местью за снос незаконных построек бедуинов в Негеве. Восстановление древнего города продолжается до сих пор.